# Мтерчвеулі
Мтерчвеулі (груз. მტერჩვეული) — село в Грузії.
За даними перепису населення 2014 року в селі проживає 72 особи.